# Tangara évêque
Thraupis episcopus
Pour les articles homonymes, voir Tangara et Évêque (homonymie).
Espèce
Statut de conservation UICN

 LC  : Préoccupation mineure
Le Tangara évêque, ou Tangara bleu (Thraupis episcopus) est une espèce de passereau appartenant à la famille des Thraupidae. Il est endémique du continent américain.

## Morphologie
Le Tangara évêque mâle présente un plumage presque entièrement bleu azur mêlé de gris sur le dos. La femelle est plus terne. Cet oiseau mesure environ 17 cm.

## Comportement

### Alimentation
Le Tangara évêque est essentiellement frugivore. Il consomme notamment les papayes et les fruits des bois-canons. Sur les mangeoires, il apprécie les bananes. Il capture également des insectes en particulier lors de l'élevage des jeunes.

### Reproduction
Le couple, inséparable pendant toute la période de reproduction, construit un nid dans un arbre jusqu'à 20 m au-dessus du sol. La ponte comprend généralement deux œufs. Les jeunes de la nichée précédente sont tolérés par le couple lorsqu'il entreprend une nouvelle couvée.

## Répartition et habitat
Cet oiseau vit en Amérique centrale et du Sud. Son aire de répartition va du Mexique au nord de la Bolivie et du Brésil, et inclut tout le bassin amazonien, sauf sa partie extrême sud. Il a été introduit à Lima (Pérou).
C'est un résident des forêts tropicales et subtropicales du continent américain. On peut aussi le trouver dans les zones où la forêt a été dégradée par la présence humaine. Il préfère les zones peu élevées (en dessous de 2 600 m d'altitude).

## Sous-espèces
Liste de sous-espèces d'après Alan P. Peterson :

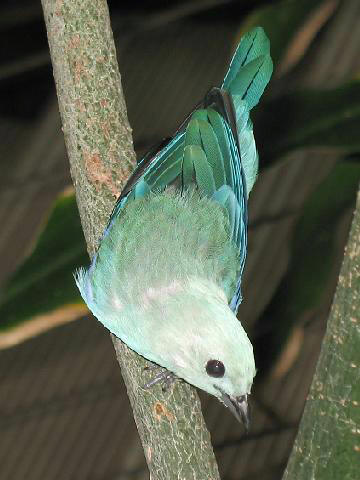

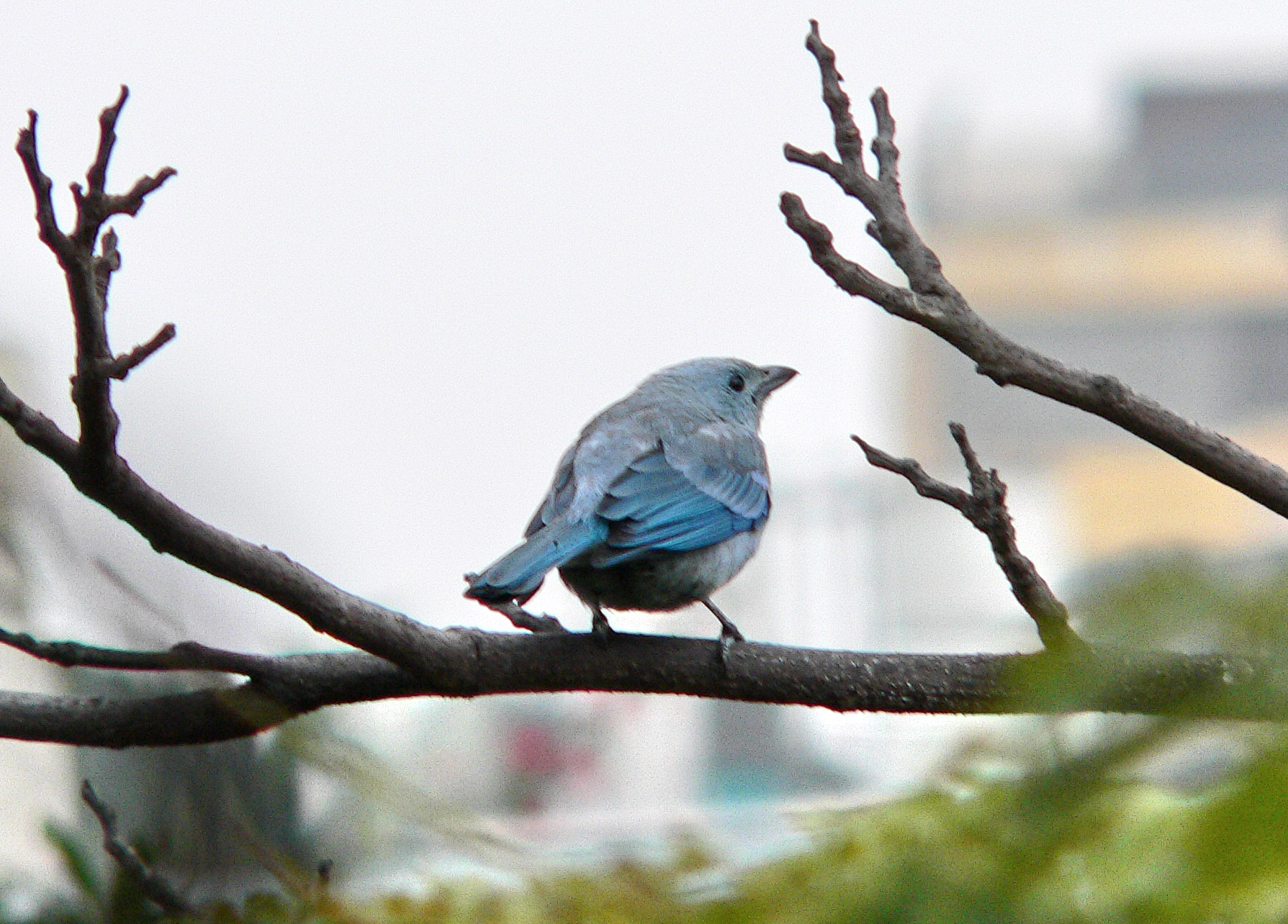
Tángara azuleja péruvienne ou Thraupis episcopus.

- Thraupis episcopus berlepschi (Dalmas), 1900
- Thraupis episcopus caerulea Zimmer, 1929
- Thraupis episcopus caesitia Wetmore, 1959
- Thraupis episcopus cana (Swainson), 1834
- Thraupis episcopus coelestis (Spix), 1825
- Thraupis episcopus cumatilis Wetmore, 1957
- Thraupis episcopus ehrenreichi (Reichenow), 1915
- Thraupis episcopus episcopus (Linnaeus), 1766
- Thraupis episcopus leucoptera (P. L. Sclater), 1886
- Thraupis episcopus major (Berlepsch & Stolzmann), 1896
- Thraupis episcopus mediana Zimmer, 1944
- Thraupis episcopus nesophilus Riley, 1912
- Thraupis episcopus quaesita Bangs & Noble, 1918
- Thraupis episcopus urubambae Zimmer, 1944

## Préservation de l'espèce
Cette espèce est commune sur l'étendue de sa vaste aire de répartition, c'est pourquoi l'UICN l'a classée en catégorie LC (préoccupation mineure)

## Philatélie
Plusieurs États ont émis des timbres à l'effigie de cet oiseau (voir quelques exemples sur cette page): Belize en 1979, l'Égypte en 2001, Saint-Vincent-et-les-Grenadines en 1990, le Liberia en 1998, le Panama en 1965 et 1987, et le Suriname en 1966, 1983, 1987 et 1999.

#### Photos et vidéos
- Galerie photos Flickr sur Avibase : Thraupis episcopus
- Photo de Thraupis episcopus sur Amazilia.net
- Galerie photos sur Calphotos, Thraupis episcopus
- Photo de Thraupis episcopus sur le site DiscoverLife
- Vidéos & photos sur le site IBC (Internet Bird Collection)